# Vada Pinson
Vada Edward Pinson (Memphis, Tennessee, 11 de agosto de 1938-Oakland, California, 21 de octubre de 1995), más conocido como Vada Pinson, fue un jugador profesional estadounidense de béisbol que se desempeñó en la posición de jardinero central en las Grandes Ligas de Béisbol (MLB). Logró obtener un Guante de Oro.

## Carrera
Pinson jugó como profesional once temporadas en Cincinnati Reds (1958-1968), después pasó a St. Louis Cardinals (1969), luego a Cleveland Indians (1970-1971), posteriormente a California Angels (1972-1973), y finalmente, a Kansas City Royals, donde jugó dos temporadas (1974-1975), y fue el equipo en el que se retiró.

## Premios
Fue galardonado con el Guante de Oro en una oportunidad (1961).